# مارتینوس یکم
پاپ مارتینوس یکم (به انگلیسی: Pope Martin I) یکی از پاپ‌های کلیسای کاتولیک رم بود که بین سال‌های ۶۴۹ تا ۶۵۵ میلادی پاپ بود.
پاپ مارتین اول  که با نام مارتین معترف نیز شناخته می‌شود، از ۲۱ ژوئیه ۶۴۹ تا زمان مرگش در ۱۶ سپتامبر ۶۵۵ اسقف رم بود. او به عنوان سفیر پاپ تئودور اول در قسطنطنیه خدمت کرده بود و به عنوان جانشین او به عنوان پاپ انتخاب شد. او تنها پاپی بود که در زمان کنترل قسطنطنیه بر دستگاه پاپی، انتخابش منتظر حکم امپراتوری نمانده بود. به دلیل مخالفت شدیدش با توحید، پاپ مارتین اول توسط امپراتور کنستانس دوم دستگیر، به قسطنطنیه منتقل و در نهایت به Cherson تبعید شد. او توسط کلیسای کاتولیک و کلیسای ارتدکس شرقی و همچنین آخرین پاپی که به عنوان شهید شناخته شد، یک قدیس محسوب می‌شود.

## اوایل زندگی و حرفه[۱]
مارتین در نزدیکی تودی، اومبریا، در مکانی که امروزه به نام او نامگذاری شده است: پیان دی سن مارتینو، نزدیک تودی، متولد شد. به گفته زندگینامه‌نویس او، تئودور، مارتین از خانواده‌ای اشرافی، باهوش و نیکوکار بود.
پیازا بیان می‌کند که مارتین به فرقه سنت باسیل تعلق داشت. تا سال 641، او یک راهب بزرگ بود و پاپ ژان چهارم او را با مبالغ زیادی پول به دالماتیا و ایستریا فرستاد تا از رنج ساکنان بکاهد و اسیرانی را که در جریان حمله اسکلاونی‌ها (آن بخش‌ها که عمدتاً توسط کروات‌ها ساکن بودند) اسیر شده بودند، آزاد کند. از آنجایی که کلیساهای ویران شده قابل بازسازی نبودند، یادگارهای برخی از مقدسین مهم دالماتیا به رم آورده شد. ژان، که خود اهل دالماتیا بود، سپس با ساختن کلیسای کوچک سنت ونانتوس در تعمیدگاه لاتران، آنها را تکریم کرد. همانطور که مکی در مقاله خود که در بالا به آن اشاره شد، اشاره می‌کند، کلیسای کوچک سنت ونانتوس همچنان یک نمونه اولیه مهم از یک مارتیریوم است: زیارتگاهی که به طور خاص برای تکریم یادگارهایی که از دوردست‌ها آورده شده بود، سفارش داده شده بود. در رابطه با فرقه شهید، چنین سازه‌هایی اوج ساختمان‌های مذهبی را نشان می‌دادند. آنها اغلب به مکان‌های زیارتی تبدیل می‌شدند.
مارتین از سال‌های اولیه سلطنت تئودور اول (۶۴۲-۶۴۹) به عنوان نماینده پاپ در قسطنطنیه فعالیت می‌کرد. او او را به عنوان سفیر به قسطنطنیه، مقر امپراتوری در نیمه شرقی آن فرستاد. اگرچه پاپ در آنجا مستقر بود، اما رم در آن زمان از نظر اقتصادی، نظامی و سیاسی در درجه دوم اهمیت نسبت به قسطنطنیه قرار داشت. با این حال، نیمه شرقی امپراتوری به دلیل گسترش اعراب، فتح اورشلیم در سال ۶۳۷ و اختلافات کلامی که مسیحیان (دین اصلی امپراتوری) را دو قطبی کرده بود، دچار آشفتگی‌های خاص خود بود.
قرار گرفتن در بیشتر دوران پاپی تئودور، مسئول دیپلماسی بین پاتریارک لاتران و دربار بیزانس، نشان از برتری مارتین دارد. او به عنوان یک شماس پس از مرگ پاپ (۱۳ مه ۶۴۹) به تخت پاپی انتخاب شد.

## پاپی (۶۴۹–۶۵۳)[۱]
وقتی مارتین اول به عنوان پاپ انتخاب شد، پایتخت امپراتوری روم سابق، قسطنطنیه بود. این شهر در میان قلمروهای شرقی قرار داشت، جایی که تأثیرگذارترین رهبر کلیسا، پاتریارک جهانی قسطنطنیه بود که همچنین نگهبان مقدس‌ترین یادگارهای مسیحیت، مانند تاج خار و صلیب حقیقی، بود. قاطعیت، مارتین را از همان ابتدا متمایز می‌کرد تا آموزه‌های رایج در قسطنطنیه را با آموزه‌های جاهای دیگر هماهنگ کند و شکاف‌های موجود در کلیسای کاتولیک را التیام بخشد. به گفته پیرو بارجلینی، او نه به دنبال رضایت امپراتور بیزانس، کنستانس دوم، برای انتخاب خود بود و نه منتظر آن ماند. برای تأکید بر این نکته، بدون تصویب مرسوم امپراتوری بود که مارتین خود را تقدیس کرد.
در سال قبل، امپراتور «اشتباهات تایپی کنستانس» را منتشر کرده بود. این سند از تز بدعت‌آمیز مونوتلیت دفاع می‌کرد، که با ادعای اینکه مسیح در واقع اراده انسانی نداشته است، ایمان کاتولیک را تضعیف می‌کرد. برای ساکت کردن این موضوع و سردرگمی ناشی از آن، پاپ مارتین در سه ماه اول خود، شورای لاتران سال ۶۴۹ را تشکیل داد که از همه اسقف‌های غرب دعوت شده بود. این شورا در کلیسای جامع سنت جان لاتران در رم تشکیل جلسه داد. ۱۰۵ اسقف (عمدتاً از ایتالیا، سیسیل و ساردینیا، و برخی از آفریقا و مناطق دیگر) در آن شرکت کردند. طی پنج جلسه یا دبیرخانه از ۵ تا ۳۱ اکتبر ۶۴۹، که منجر به بیست قانون شد، شورا مونوتلیتیسم، نویسندگان آن و نوشته‌هایی را که از طریق آنها مونوتلیتیسم گسترش یافته و باعث ایجاد شکاف در کلیسای کاتولیک شده بود، محکوم کرد. این محکومیت نه تنها شامل آخرین غلط املایی امپراتور، بلکه شامل رساله اکتس نیز می‌شد.
دخالت امپراتوری در امور الهیاتی به طور کامل رد شده بود. محکومیت تمام نوشته‌های مونوتلیت واکنش خشمگینانه‌ای را از سوی دربار بیزانس برانگیخت. مارتین، بی‌پروا، به سرعت احکام شورای لاتران را در یک بخشنامه منتشر کرد. کنستانس در پاسخ، از اسقف اعظم خود در ایتالیا خواست تا در صورت پافشاری پاپ، او را دستگیر و به عنوان زندانی به قسطنطنیه بفرستد. کنستانس همچنین مارتین را به تماس و همکاری غیرمجاز با مسلمانان خلافت راشدین متهم کرد - اتهاماتی که او همچنان نتوانست مقامات خشمگین امپراتوری را متقاعد کند که از آنها دست بردارند.
دستور بازداشت بیش از سه سال اجرا نشد. در ۱۷ ژوئن ۶۵۳، مارتین به همراه ماکسیموس معترف در لاتران دستگیر شد. او با عجله از رم خارج و ابتدا به ناکسوس، یونان و سپس به قسطنطنیه منتقل شد و در ۱۷ سپتامبر ۶۵۳ به آنجا رسید. او با التماس‌های پاتریارک پاول دوم قسطنطنیه که خود به شدت بیمار بود، از اعدام نجات یافت. مارتین امیدوار بود که در زمان حیات او پاپ جدیدی انتخاب نشود، اما دولت امپراتوری بیزانس، رومیان را مجبور به یافتن جانشینی برای او کرد. اوژن اول در ۱۰ آگوست ۶۵۴ انتخاب شد و ظاهراً مارتین تسلیم شد. پس از تحمل حبس طاقت‌فرسا و بنا به گزارش‌ها، بی‌احترامی‌های عمومی فراوان، مارتین به خرسونسوس، کریمه تبعید شد و در ۱۵ مه ۶۵۵ به آنجا رسید. او در ۱۶ سپتامبر در آنجا درگذشت.

## میراث[۱]
گزیده‌ای از اسناد مربوط به محاکمه و تبعید پاپ مارتین اول در قرن نهم توسط آناستازیوس بیبلیوتکاریوس در رم به لاتین ترجمه شد.
از زمان بازنگری تقویم عمومی رومی در سال ۱۹۶۹، یادبود سنت مارتین اول، که در نسخه‌های قبلی این تقویم در ۱۲ نوامبر قرار داشت، در ۱۳ آوریل برگزار می‌شود و به عنوان سالگرد رسمی مرگ او جشن گرفته می‌شود. در کلیساهای بیزانسی، روز بزرگداشت او ۱۴ آوریل (۲۷ آوریل به سبک جدید) است.
پاپ پیوس هفتم در بخشنامه سال ۱۸۰۰ خود با عنوان «دیو ساتیس» (Diu satis) به مارتین اشاره‌ای محترمانه کرد:
در واقع، مارتین مشهور که مدت‌ها پیش ستایش زیادی را برای این مقام به دست آورد، با تقویت و دفاع از حقیقت و با تحمل زحمات و دردها، وفاداری و استقامت را به ما می‌ستاید. او از مقام و شهر خود رانده شد، از حکومت، مقام و تمام ثروتش محروم شد. به محض اینکه به هر مکان آرامی رسید، مجبور به نقل مکان شد. با وجود سن بالا و بیماری که مانع راه رفتن او می‌شد، به سرزمینی دورافتاده تبعید شد و بارها با تبعیدی دردناک‌تر تهدید شد. بدون کمک سخاوت پارسایانه افراد، او برای خود و همراهان اندک خود غذایی نداشت. اگرچه او روزانه در حالت ضعیف و تنهایی خود وسوسه می‌شد، اما هرگز از درستکاری خود دست نکشید. هیچ فریبی نمی‌توانست او را فریب دهد، هیچ ترسی او را آشفته نمی‌کرد، هیچ وعده‌ای نمی‌توانست او را شکست دهد، هیچ مشکلی یا خطری نمی‌توانست او را در هم بشکند. دشمنانش نمی‌توانستند هیچ نشانه ای از او استخراج کنند که به همه ثابت نکند که پطرس «تا این زمان و تا ابد در جانشینان خود زنده است و داوری را به طور خاص در هر عصری اعمال می‌کند» همانطور که یک نویسنده عالی در شورای افسس می‌گوید.
در کتاب مختصر کلیساهای بیزانس آمده است: «مشخص‌کننده‌ی باشکوه ایمان ارتدکس ... رئیس مقدس اصول الهی، عاری از خطا ... سرزنش‌کننده‌ی واقعی بدعت ... پایه و اساس اسقف‌ها، ستون ایمان ارتدکس، معلم دین .... تو زینت‌بخش اسقف‌نشین الهی پطرس بودی، و از آنجا که از این صخره‌ی الهی، بی‌چون و چرا از کلیسا دفاع کردی، اکنون با او جلال یافته‌ای.»